# 4640 Хара
4640 Хара (4640 Hara) — астероїд головного поясу, відкритий 1 квітня 1989 року.
Тіссеранів параметр щодо Юпітера — 3,615.